# Vlag van Vresse-sur-Semois
De vlag van Vresse-sur-Semois is op 24 april 2000 bij raadsbesluit vastgesteld als de vlag van de Naamse gemeente Vresse-sur-Semois. De vlag kan als volgt worden beschreven:
Wit met in het midden het gemeentewapen.
De vlag werd pas op 29 september 2000 bevestigd door de Franse Gemeenschapsregering. De vlag is wit in de achtergrond en heeft het gemeentewapen in het midden afgebeeld.